# Foresta Mau

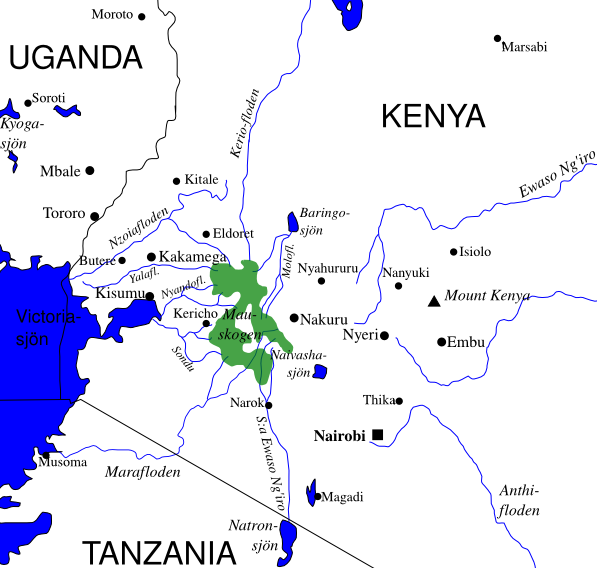
La foresta Mau e alcuni fiumi dalla quale si originano

La foresta Mau è un complesso forestale che si trova sulle pendici occidentali dei monti omonimi nella Rift Valley nel Kenya. È la più grande foresta montana indigena dell'Africa orientale. Ha una superficie di 273.300 ha.
L'area forestale presenta alcuni dei più alti tassi di precipitazioni del Kenya ed è il suo più grande bacino idrografico.. Numerosi fiumi provengono dalla foresta, tra cui l'Ewaso Ng'iro meridionale, il fiume Sondu, il fiume Mara e il fiume Njoro. Questi fiumi alimentano il lago Vittoria, il lago Nakuru e il lago Natron.

## Flora
Le tipiche specie arboree della foresta Mau includono Pouteria adolfi-friedericii, Strombosia scheffleri, Polyscias kikuyuensis, Olea capensis, Prunus africana, Albizia gummifera e Podocarpus latifolius.
La foresta ospita diverse specie di orchidee tra cui le endemiche Polystachya bella, Bulbophyllum bidenticulatum, Bulbophyllum pseudohydra.

## Fauna
Le specie di uccelli endemiche della zona includono: Tauraco hartlaubi, Cisticola hunteri e Francolinus jacksoni.

## Distruzione
La foresta è stata tradizionalmente abitata da popolazioni Ogiek, cacciatori-raccoglitori caratterizzati quindi da uno stile di vita sostenibile. Tuttavia, a causa dell'immigrazione da parte di altri gruppi etnici, parte della superficie forestale è stata sottratta per lasciare spazio ai nuovi insediamenti.
Nel 2008, l'inaugurazione della centrale idroelettrica Sondu-Miriu è stata rinviata a causa del basso livello dell'acqua, che si dice essere causato dalla distruzione della foresta stessa.